# Maneater (serie di film)
Maneater Series è il nome e il logo di una serie di film horror naturali realizzati per la televisione prodotti dalla RHI Entertainment per Syfy Channel e distribuiti in DVD dalla Vivendi Entertainment. Il logo Maneater Series e il look della linea sono stati creati sotto la direzione di Danny Tubbs, direttore esecutivo dei servizi creativi di Vivendi Entertainment. L'accordo, stipulato nell'ottobre 2006, stabiliva che i primi dieci film avrebbero debuttato sul canale statunitense nel 2007, ma a causa di un accordo di pre-licenza, i primi sei film sono stati trasmessi in anteprima in Canada sul canale video on demand Movie Central on Demand. La maggior parte dei primi film della serie sono stati girati a Winnipeg, Manitoba, Canada.
La RHI ha continuato ad aggiungere nuovi film alla serie, la maggior parte dei quali sono mostrati prima su Syfy prima di essere distribuiti in DVD. Nel 2013, il sito Web è stato chiuso a causa di difficoltà tecniche. La serie è stata temporaneamente sospesa dopo il 2011 a causa dei problemi finanziari della RHI, ma è stata ripresa nel 2013 con Scarecrow. Altri due film sono stati distribuiti nel 2015.

## Film della serie
| n. | Titolo                                          | Prima TV          | Regista           |
| -- | ----------------------------------------------- | ----------------- | ----------------- |
| 1  | Le scimmie assassine (Blood Monkey)             | 27 gennaio 2007   | Robert Young      |
| 2  | Grizzly Rage                                    | 7 giugno 2007     | David DeCoteau    |
| 3  | Caccia al ragno assassino (In the Spider's Web) | 26 agosto 2007    | Terry Windsor     |
| 4  | Maneater                                        | 8 settembre 2007  | Gary Yates        |
| 5  | Something Beneath                               | 21 ottobre 2007   | David Winning     |
| 6  | Croc - Caccia al predatore (Croc)               | 4 novembre 2007   | Stewart Raffill   |
| 7  | Tentacoli di paura (Eye of the Beast)           | 8 dicembre 2007   | Gary Yates        |
| 8  | The Hive                                        | 17 febbraio 2008  | Peter Manus       |
| 9  | Black Swarm                                     | 13 marzo 2008     | David Winning     |
| 10 | Hybrid                                          | 16 marzo 2008     | Yelena Lanksaya   |
| 11 | Shark Swarm - Squali all'attacco (Shark Swarm)  | 25 maggio 2008    | James A. Contner  |
| 12 | Vipers                                          | 21 settembre 2008 | Bill Corcoran     |
| 13 | Swamp Devil                                     | 12 ottobre 2008   | David Winning     |
| 14 | Yeti (Yeti: Curse of the Snow Demon)            | 8 novembre 2008   | Paul Ziller       |
| 15 | Il demone dei ghiacci (Wyvern)                  | 31 gennaio 2009   | Steven R. Monroe  |
| 16 | Sea Beast                                       | 14 marzo 2009     | Paul Ziller       |
| 17 | Carny                                           | 25 aprile 2009    | Sheldon Wilson    |
| 18 | Rise of the Gargoyles                           | 21 giugno 2009    | Bill Corcoran     |
| 19 | Sand Serpents                                   | 11 luglio 2009    | Jeff Renfroe      |
| 20 | Hellhounds                                      | 19 luglio 2009    | Rick Schroder     |
| 21 | High Plains Invaders                            | 30 agosto 2009    | Kristoffer Tabori |
| 22 | Behemoth                                        | 15 gennaio 2011   | W.D. Hogan        |
| 23 | Ferocious Planet                                | 9 aprile 2011     | Billy O'Brien     |
| 24 | Roadkill                                        | 23 aprile 2011    | Johannes Roberts  |
| 25 | Scarecrow                                       | 19 ottobre 2013   | Sheldon Wilson    |
| 26 | Shark Killer                                    | 16 giugno 2015    | Sheldon Wilson    |
| 27 | The Hollow                                      | 24 ottobre 2015   | Sheldon Wilson    |